# Sparisoma aurofrenatum
 Sparisoma aurofrenatum és una espècie de peix de la família dels escàrids i de l'ordre dels perciformes.

## Morfologia
Els mascles poden assolir els 28 cm de longitud total.

## Distribució geogràfica
Es troba des de Bermuda, Florida i les Bahames fins a l'Amèrica Central i Brasil, incloent-hi el Carib.